# Aldo Enzo Pignatari
Aldo Enzo Pignatari (Potenza, 20 marzo 1897 – 18 novembre 1969) è stato un politico italiano.

## Biografia
Figlio di Pasquale e Emilia Ciccotti, sorella del deputato socialista Ettore Ciccotti, la sua è una delle importanti famiglie borghesi della città di Potenza. Laureatosi in giurisprudenza in giovane età apre uno studio personale nel capoluogo.
Antifascista dichiarato, iscritto al Partito Socialista Italiano, viene arrestato durante una manifestazione di protesta organizzata a seguito dell'omicidio Matteotti. Rilasciato organizza una iniziale contrapposizione al regime con l'aiuto di alcuni compagni di partito, ma la reazione violenta che colpisce la casa del Pignatari e il suo studio, lo inducono ad allontanarsi temporaneamente dalla politica attiva.
Adattatosi al sistema, nel 1927 si iscrive al Partito Nazionale Fascista, entrando a far parte del direttorio del fascio di Potenza. La sua adesione viene però respinta dalla sede centrale del partito a Roma a causa della partecipazione giovanile alle manifestazioni antiregime e alla detenzione conseguente.
Nel primo dopoguerra si riscrive al Partito Socialista e il 2 giugno 1946 viene eletto come rappresentante alla Costituente. Nel 1947 aderisce alla nascita del Partito Socialista dei Lavoratori.  Conclusa l'esperienza si allontana dalla politica attiva.